# Matthias Keller (Fußballspieler)
Matthias Keller (* 20. November 1974 in Schweinfurt) ist ein ehemaliger deutscher Fußballspieler.
Der 1,80 m große Mittelfeldspieler absolvierte in den Jahren 1997 bis 2005 insgesamt 110 Spiele in der 2. Fußball-Bundesliga und erzielte dabei 13 Tore. Zur Saison 2005/06 wechselte er zum damaligen Regionalligisten TSG 1899 Hoffenheim. Nach zwei Spielzeiten, in denen Keller in 49 Ligaspielen eingesetzt wurde, stieg er mit der TSG 2007 in die 2. Bundesliga auf. Dort kam er nur noch dreimal in der ersten Mannschaft zum Einsatz; nach dem Aufstieg der Kraichgauer in die Bundesliga gehörte er 2008/09 nicht mehr zum Profikader.

## Stationen
- TSV Röthlein
- bis 1996 1. FC Schweinfurt 05
- 1996–1997 1. FC Kaiserslautern
- 1997–2000 SV Meppen
- 2000–2005 Eintracht Trier
- 2005–2009 TSG 1899 Hoffenheim
- seit 2009 FV Zuzenhausen